# Friederike Repohl
Friederike Repohl, nata Friederike Abt (Bielefeld, 7 luglio 1994), è una calciatrice tedesca, portiere del Bayer Leverkusen.
In carriera ha indossato le maglie delle formazioni giovanili della nazionale tedesca dalla Under-15 alla Under-19, ottenendo con quest'ultima il titolo di campione d'Europa all'edizione di Italia 2011.

## Palmarès

### Club
- Campionato tedesco: 1

Wolfsburg: 2019-2020
- Campionato tedesco di seconda divisione: 1

Herforder: 2013-2014
- Coppa di Germania: 2

Wolfsburg: 2019-2020, 2020-2021

### Nazionale
- Campionato d'Europa under 19: 1

2011